# 건국대학교 축구단
건국대학교 축구부(영어: Konkuk University  Football Club)는 건국대학교에서 운영하는 축구 전문 운동부이다.

## 역사
1963년에 창단하여 대학축구의 강자로 군림하며  김재한, 김진국, 황선홍, 윤상철, 고정운, 유상철, 이영표 등을 배출했다. 
특히 1990년대 초에는 황선홍, 고정운, 윤상철이 한꺼번에 건국대학교에서 뛰는 꿈에서나 볼법한 공격진을 구성한 것으로도 유명하다. 희한하게도 각급대회 준우승 횟수(2회) 보다 우승 횟수(14회) 가 압도적으로 많은게 특징이다.
1980년부터 정종덕 감독이 팀을 이끌었는데 우승만 7회를 기록하며 2000년 퇴임 후엔 건국대 명예감독으로 임명되었다.

## 우승 기록
- 전국대학축구선수권대회
  - ● 우승 : 1977 1981

- 춘계대학축구연맹전
  - ● 우승 : 1986 1988 1992 1998 2004 2005
  - ● 준우승 : 1969 2017

- 추계대학축구연맹전
  - ● 우승 : 1985 1986 1993 2003 2006 2019
  - ● 준우승 : 1968

- 전국대학축구대회
  - 수상경력없음

- 전국1,2학년대학축구대회
  - ● 우승 : 2004 (춘계)

## 출신 유명 축구인
- 김재한
- 김진국
- 공문배
- 윤상철 (1984학번) - 1990, 1994 K리그 득점상 수상
- 고정운 (1985학번) - 1994년 FIFA 월드컵 출전
- 이상윤 (1986학번) - 1998년 FIFA 월드컵 출전
- 황선홍 (1987학번) - 1990년 FIFA 월드컵, 1994년 FIFA 월드컵, 1998년 FIFA 월드컵, 2002년 FIFA 월드컵 출전
- 유상철 (1990학번) - 1998년 FIFA 월드컵, 2002년 FIFA 월드컵 출전
- 최인철 (1990학번) - 대한민국 여자 축구 국가대표팀 감독 역임
- 이영표 (1996학번) - 2002년 FIFA 월드컵, 2006년 FIFA 월드컵, 2010년 FIFA 월드컵 출전
- 현영민 (1998학번) - 2002년 FIFA 월드컵